# ميقونة شهوانية
ميقونة شهوانية (الاسم العلمي:Mucuna pruriens) هي نوع من النباتات تتبع جنس الميقونة من الفصيلة البقولية.

## معرض صور

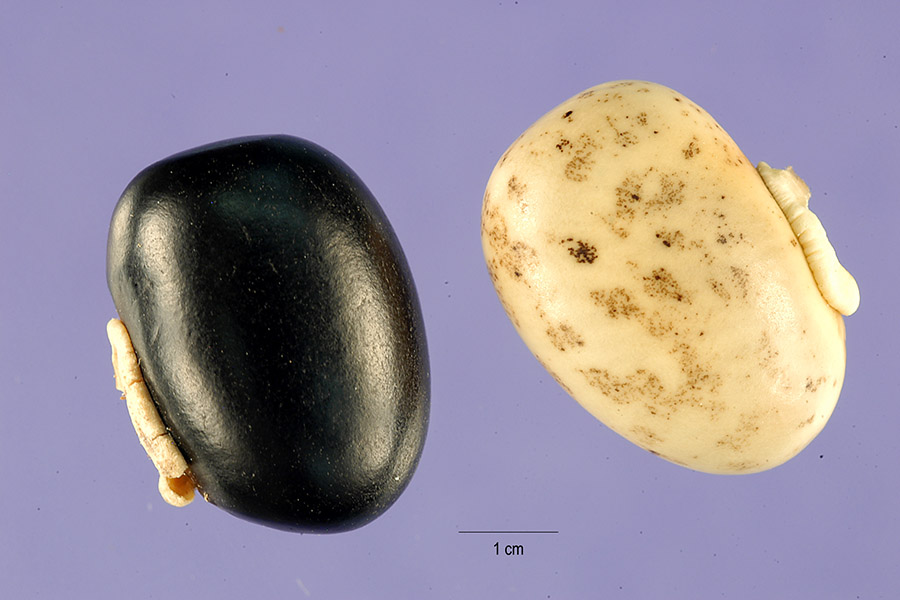
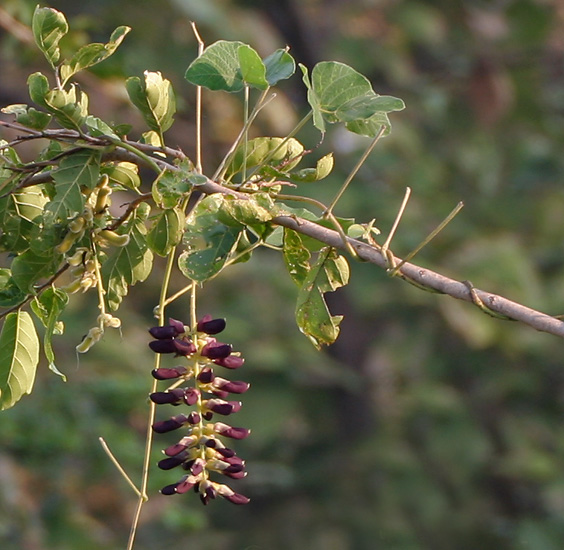
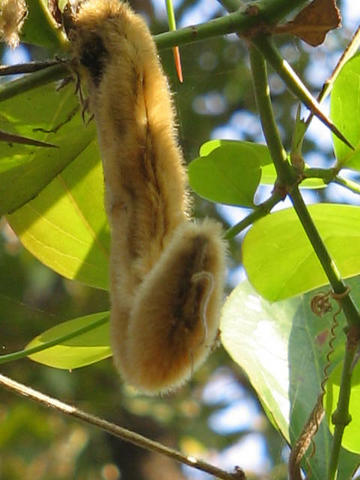
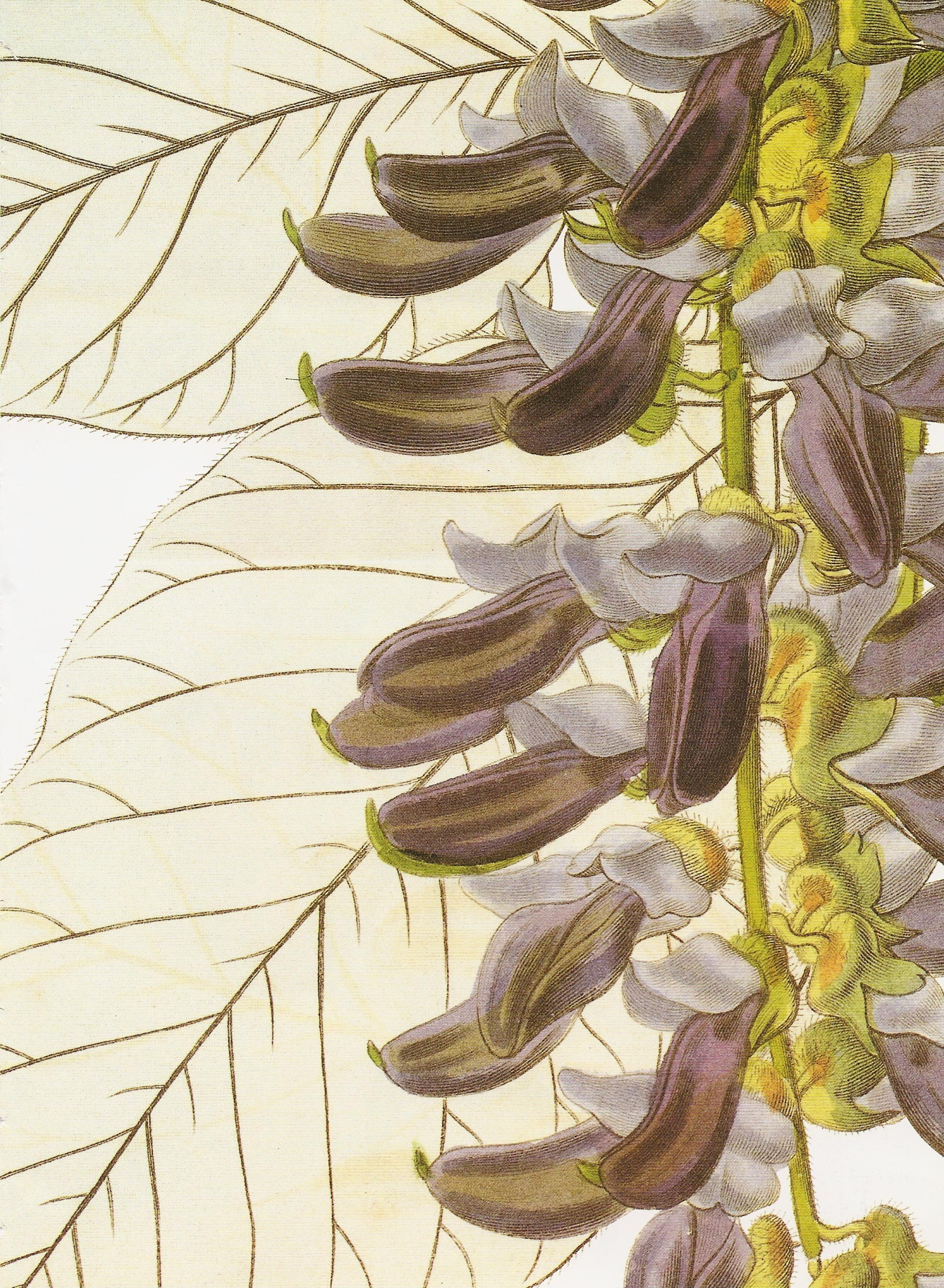